# 野中正人
野中 正人（のなか まさと、1960年〈昭和35年〉7月22日 - ）は、日本の実業家。株式会社しまむら元会長。

## 人物
群馬県出身。群馬県立前橋高等学校卒業。1984年中央大学法学部卒業後、しまむら入社。1985年9月商品部第2課コントローラー、1987年2月商品部第3課バイヤー、1992年2月商品部第7課長。1994年2月経理部経理課長、1998年2月商品部第4部長、1999年2月経理部長。2003年5月取締役人事部・総務部・経理部統括。2005年5月代表取締役社長に就任。
2006年5月、思夢樂股份有限公司董事。2011年6月、飾夢楽(上海)商貿有限公司董事。2018年、体調不良を理由にしまむらの代表取締役、取締役会長、会長執行役員職を全て辞任した。
座右の銘は「自由と公平」。

## テレビ番組
- 日経スペシャル カンブリア宮殿 安さの裏に大胆戦略！ 店舗数日本一"しまむら流"独自経営の裏側（2013年11月28日、テレビ東京）[5]